# Sultanismo
O Sultanismo é um regime de governo autoritário onde o governante está presente em todas as instâncias de poder.
Variação do autoritarismo, visível essencialmente em países do terceiro mundo, caracterizado quanto ao elemento externo por um incipiente desenvolvimento das estruturas do Estado e por uma concentração de poderes num líder que os exerce de forma arbitrária com um fim tendencial de salvaguarda de interesses privados, relativamente ao elemento interno este tem o seu fundamento numa legitimidade carismática ou tribal. 
"... A realidade essencial em um regime sultanista é que todos os indivíduos, grupos e instituições estão sujeitos permanentemente à intervenção imprevisível e despótica do sultão, e, por conseguinte, todo pluralismo se torna precário". (Linz y Stepan, Modern Nondemocratic Regimes, in Problems of Democratic Transition and Consolidation. Johns Hopkins University Press, Baltimore, 1996).